# Laujar de Andarax
Laujar de Andarax – gmina w Hiszpanii, w prowincji Almería, w Andaluzji, o powierzchni 92,81 km². W 2011 roku gmina liczyła 1735 mieszkańców.